# Lidia Poët

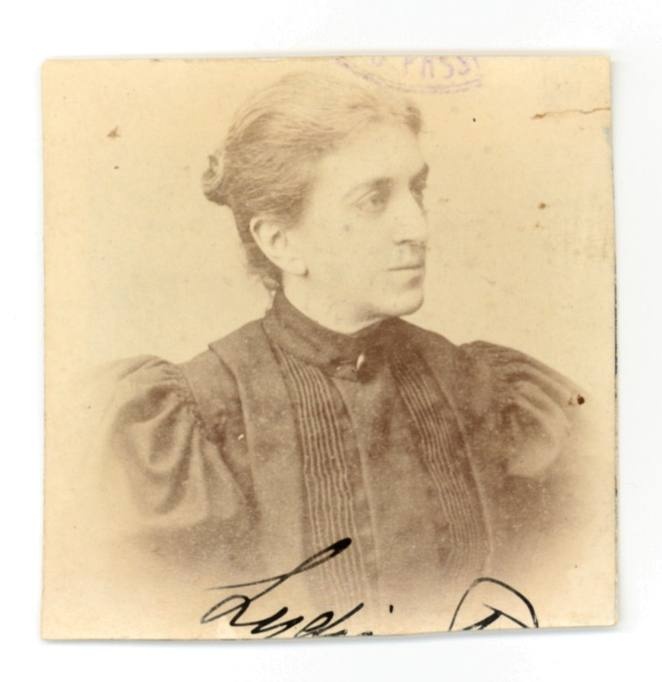
Lidia Poët

Lidia Poët (* 26. August 1855 in Perrero, Piemont; † 25. Februar 1949 in Diano Marina) war die erste Absolventin eines Studiums der Rechtswissenschaft in Italien. Dass sie auch die erste Verteidigerin vor einem italienischen Gericht wurde, wurde durch das Ungültigerklären ihrer Aufnahme in die Staats- und Rechtsanwaltskammer verhindert, was eine eklatante Rechtsbeugung darstellte.
Ihre Zulassung als Rechtsanwältin vor Gericht erhielt sie erst 37 Jahre später, nachdem die Zustimmungsbedürftigkeit durch den Ehemann bei Rechtsgeschäften ihrer Ehefrauen aus den italienischen Gesetzen entfernt worden war.

## Familie
Ihre Eltern waren die wohlhabenden waldensischen Landeigentümer Marianna Richard und Giovanni Pietro Poët.
Sie wurde nach vier Brüdern und drei Schwestern als letztes Kind in Traverse, einem Ortsteil von Perrero im Valle Germanasca, geboren und zog nach ihrer Kindheit in Traverse mit ihrem Bruder Enrico Poët, einem Anwalt, nach Pinerolo. In der piemontesischen Kleinstadt erwarb sie ihr Abitur. Anschließend wurde sie von ihrer Familie nach Aubonne am Genfersee geschickt, um Deutsch und Englisch zu lernen.

## Berufsvorbereitung
Ab 1878 studierte Lidia Poët Rechtswissenschaft an der Universität Turin und promovierte am 17. Juni 1881 mit einer Dissertation über den Zustand der Frau in der Gesellschaft, insbesondere zu Fragen des Frauenwahlrechts.
Von 1881 bis 1883 besuchte sie die „forensische Praxis“ (Praktikum) in Pinerolo im Büro von Rechtsanwalt Senator Cesare Bertea und assistierte bei Verhandlungen bei Gericht.
In dieser Zeit kam sie mit verschiedenen Persönlichkeiten aus Literatur und Politik in Kontakt, darunter Edmondo De Amicis, Paolo Boselli und Cesare Cantù.
Am 15. und 16. Mai 1883 unterzog sich Lidia Poët der theoretischen und praktischen Prüfung der Turiner Staats- und Rechtsanwaltskammer und beantragte die Eintragung in die Rechtsanwaltskammer. Der Antrag erregte eine Kontroverse, da es sich um den ersten Fall dieser Art im Königreich Italien handelte.
Am 1. August 1883 trug sie ihren Antrag vor der Staats- und Rechtsanwaltskammer vor.
In der Aussprache zum Antrag erklärte Chiaves, ein ehemaliger Innenminister, seine Opposition zu diesem Antrag. 

„Che si disse contrario all’iscrizione in quanto l’avvocatura era da considerarsi una funzione pubblica; ammettere le donne all’avvocatura era ridicolo e non opportuno proprio in omaggio ai «principi che ci governano».“

„Er sagte, er sei gegen eine Mitgliedschaft, weil die Anwaltschaft als öffentlicher Dienst zu betrachten sei; Frauen zur Anwaltschaft zuzulassen, sei lächerlich und als Widmung an die ‚Prinzipien, die uns regieren‘ unangemessen.“

Federico Spantigati, ein Abgeordneter der Sinistra storica, pflichtete ihm bei:

„Nessuna legge ha mai pensato di distogliere le donne da quelle ordinarie occupazioni domestiche che loro sono proprie.“

„Kein Gesetz hat jemals daran gedacht, Frauen von ihren normalen häuslichen Aufgaben abzulenken.“

Weitere Opponenten waren
1. Carlo Giuseppe Isnardi
2. Giovanni Curioni (8. Dezember 1831 Invorio; † 1. Februar 1887 in Turin)[5]

Der Vorsitzende Francesco Saverio Vegezzi erklärte, dass nach italienischem Zivilrecht Frauen Bürger wie Männer seien, und sprach sich so für die Aufnahme von Lidia Poët aus.
Die Mehrheit des Rates der Staats- und Rechtsanwaltskammer (acht von zwölf Räten) stimmte für die Aufnahme von Lidia Poët in die Turiner Anwaltskammer. Zu den Befürwortern zählten neben dem Kammervorsitzenden
1. Francesco Saverio Vegezzi
2. Giuseppe Bruno (* 30. November 1830 in Nikosia; † 9. März 1904 in Catania) Rechtsanwalt - Arzt
3. Carlo Giordano
4. Paolo Massa
5. Gustavo Pasquali
6. Belluomini Ranieri
7. Gaetano Re
8. Tommaso Villa (* 29. Januar 1832 in Canale; † 24. Januar 1915 in Turin)

Spantigati und Chiaves traten aus Protest aus der Anwaltskammer aus. Der Fall landete vor der Justiz. Der Generalstaatsanwalt des Königs beim Berufungsgericht von Turin Vincenzo Calenda di Tavani bestritt die Sorgfalt bei der Registrierung und stimmte seinem Einspruch zu, indem er der Ansicht war, dass der Titel und die Ausübung des Rechts als Rechtsanwalt für die Frau aus dem einzigen, aber wesentlichen Grund nicht zulässig seien: „Titel und Rechtsanwaltspraxis können von Frauen nicht gesetzlich übernommen werden“ (ein Argument, das offensichtlich nicht auf Logik, sondern auf einer bloßen Tautologie beruhte). Das Berufungsgericht nahm den Antrag des Generalstaatsanwalts an und hob am 11. November 1883 den Beschluss des Rates auf, wodurch Lidia Poët an der Ausübung ihres Rechtsberufs gehindert wurde. Lidia Poët gab nicht auf, legte am 28. November 1883 beim Kassationsgericht von Turin Berufung ein und nannte Frauenanwälte in anderen Staaten, wie Clara Shortridge Foltz in den Vereinigten Staaten.
Das Kassationsgericht bestätigte jedoch am 18. April 1884 das Urteil des Berufungsgerichts.

## Phantomdebatte
Es gab kein Gesetz, welches Frauen den Zugang zum Rechtsanwaltsberuf verwehrte. Es gab fortgesetzte Rechtsbeugung, die Lidia Poët von diesem Amt fernhielt.
Ferdinando Santoni-De Sio, ein römischer Rechtsanwalt, ließ ein Flugblatt drucken, in welchem er die Argumente der Gegner der Zulassung von Frauen in Rechtsberufen vorführte.
Frauen sind per Gesetz und Verordnung in der Milizia Togata verboten. Das Appellationsgericht stellte daraufhin fest, dass die Aufnahme von Frau Poët rechtswidrig gewesen sei.

„La donna andava esclusa dalla «milizia togata» per ragioni «d’educazione, di studi, d’inversatilità ordinaria negli affari, di non integra responsabilità giuridica e morale», per la sua «indole», «fisica cagionevolezza di lei, la diuturna indivisibilità della sua persona dall’eventuale portato delle sue viscere, ed in generale parlando, la deficienza in essa di adeguate forze intellettuali e morali, fermezza, costanza, serietà».“

„Die Frau sollte aus der ‚Togata-Miliz‘ ausgeschlossen werden, aus Gründen ‚von Bildung, von Studium, von gewöhnlicher Inversatilität in der Wirtschaft, von der Nichtintegration juristischer und moralischer Verantwortung‘, wegen ihrer ‚Natur‘, ‚physischen Beschaffenheit, der täglichen Unteilbarkeit ihrer Person von den möglichen Konsequenzen ihrer Eingeweide und im Allgemeinen wegen des Mangels an angemessenen intellektuellen und moralischen Stärken, Festigkeit, Beständigkeit, Ernsthaftigkeit.‘“

Die ablehnende Argumentation versucht zu begründen, weshalb Frauen vom Staatsdienst in Zivil (militia togata) auszuschließen sind.
In der Debatte übernahmen die Apologeten des Generalstaatsanwaltes die Argumentationsfigur, dass es sich beim Rechtsanwalt um einen Staatsdienst handelt. Zu ihnen gehörten:
Carlo Francesco Gabba, Alberto Marghieri und Adolfo Sacerdoti.
Die Fürsprecher von Lidia Poët, Juristen wie Emilia Mariani, Domenico Giuriati, Ercole Vidari und Luigi Landolfi, betonten, dass Rechtsanwalt ein freier Beruf sei.
Lidia Poët beschloss, sich der Verteidigung der Rechte von Frauen, Marginalisierten, Minderjährigen und Gefangenen zu widmen.
1884 hielt Jacob Moleschott eine Rede vor dem Senat zugunsten der Aufnahme von Lidia Poët.

## Zustimmungsbedürftigkeit durch den Ehemann bei Rechtsgeschäften
Der Code civil vom 21. März 1804 bestimmte eine Zustimmungsbedürftigkeit durch den Ehemann bei Rechtsgeschäften in den Artikeln 215 bis 228. Diese „Autorizzazione maritale’“ übernahmen die italienischen Gesetzgeber im Codice Civile von 1865 in den Artikeln 134 bis 137.
Der Code-Civil-Artikel 217
resp. Art. 134 des Codice Civile von 1865 wurde auch auf Arbeitsverträge angewandt.
Diese Artikel kodifizierten eine im Feudalismus durch strukturelle Gewalt erwirkte Geringerwertigkeit verheirateter Frauen in Bezug auf ihre Rechtsperson für das Zeitalter des Kapitalismus.
Am 17. Juli 1919 trat das Gesetz 1176 in Kraft, welches auf die Initiative von Ettore Sacchi (* 31. Mai 1851 Cremona; † 6. April 1924 in Rom) entstand und die Zustimmungsbedürftigkeit durch den Ehemann bei Rechtsgeschäften aus dem Code Civile Italiens entfernte.

## International Penitentiary Commission
1885 wurde Lidia Poët auf Fürsprache der Witwe des Verlegers Giuseppe Pomba, Luisa Pacchiotti Pomba (Sanremo, 1825 - Torino, 1900) hin zum 3. Kongress der International Penitentiary Commission in Rom delegiert.
1890 war sie Delegierte beim vierten Internationalen Strafvollzugskongress in Sankt Petersburg.
Als Mitglied der International Penitentiary Commission vertrat sie Italien in verschiedenen Teilen der Welt als Vizepräsidentin der Rechtsabteilung.

## Späteres Leben
1885 ernannte die französische Regierung Lidia Poët zum Officier d’Académie und lud sie offiziell nach Paris ein, wo sie Paul Verlaine, Victor Hugo und Guy de Maupassant traf.
Im Ersten Weltkrieg war sie Krankenschwester des Italienischen Roten Kreuzes und wurde mit der Silbermedaille für zivile Verdienste ausgezeichnet.
1920, im Alter von 65 Jahren, wurde ihr anstandslos die Zulassung als Rechtsanwältin vor Gericht erteilt.
1922 wurde sie Präsidentin des 1906 in Turin gegründeten Comitato pro voto donne (Frauen-Wahlkomitee).

## Veröffentlichungen
- Studio sulla condizione della donna rispetto al diritto costituzionale e al diritto amministrativo nelle elezioni.Dissertazione per la laurea in giurisprudenza, Chiantore & Mascarelli, Pinerolo 1881.
- Ricorso all’Eccellentissima Corte di Cassazione in Torino della signorina Lidia Poët laureata in leggi contro la decisione dell’Eccelentissima Corte d’Appello in data 14/11/1883. Stamperia dell’Unione Tipografica Editrice, Turin 1883.
- Rapport présenté par M.lle Lydia Poët, docteur en droit à Pignerol (Italie). Congrés pénitentiaire international de Saint-Pétersbourg. Travaux Prèparatoires, 1890.
- Conferenza della sig.na Lidia Poët, dottoressa in giurisprudenza. Tipografia Il Risorgimento, Turin 1914.
- Assistence morale et legale des mineurs en Italie.in: Atti del Congresso Internazionale Femminile, Roma, 16-23 maggio 1914. Torre Pellice 1915.

## Verfilmung
Die Netflix-Kriminalserie Das Gesetz nach Lidia Poët (La legge di Lidia Poët) aus dem Jahr 2023 mit Matilda De Angelis und Eduardo Scarpetta beruht auf dem Leben von Lidia Poët.